# 南譙郡 (北魏)
南譙郡，後改稱譙郡，中國北魏時設置的僑郡。

## 沿革
北魏宣武帝景明中（500年－504年），分豫州置東豫州，治渦陽城（今安徽省蒙城县）；分馬頭郡置南譙郡，治渦陽城，屬東豫州，領渦陽等縣。北魏孝明帝孝昌三年（527年），東豫州刺史元慶和以渦陽降於南梁。梁武帝大通元年（527年），改東豫州為西徐州，南譙郡仍屬之。
東魏孝靜帝武定六年（548年），因侯景之亂取南梁西徐州，南譙郡仍屬之，置渦陽、茅岡、柏橋、蜀坡四縣，仍治渦陽城。武定七年（549年），改西徐州為譙州，南譙郡仍屬之。
北齊文宣帝天保七年（556年），茅岡、柏橋、蜀坡三縣併入渦陽縣；廢臨渙郡，其所領白撣、丹城、渙北（改為臨渙）三縣改屬南譙郡；廢下蔡郡及其所領黃城、肥陽二縣為下蔡縣，屬南譙郡。北齊後主武平四年（573年），析置龍山縣。至此，南譙郡領渦陽、白撣、丹城、臨渙、下蔡、龍山六縣。
北周改南譙郡為譙郡。隋文帝開皇元年（581年），丹城縣併入白撣縣。開皇三年（583年），廢譙郡，領縣直屬譙州。

## 太守
- 鄭季明，滎陽開封人，北魏孝明帝正光中（520年－525年）在任，帶渦陽戍主。[4]

## 人口
- 東魏孝靜帝武定中（543年－550年），南譙郡有476戶、1734口。[3]